# مایک نیوئل (بازیکن فوتبال)
مایک نیوئل (انگلیسی: Mike Newell؛ زادهٔ ۲۷ ژانویهٔ ۱۹۶۵) یک بازیکن فوتبال اهل بریتانیا است.